# Zack Wheeler
Zachary Harrison Wheeler (né le 30 mai 1990 à Smyrna, Géorgie, États-Unis) est un lanceur droitier des Ligues majeures de baseball jouant avec les Phillies de Philadelphie.

## Carrière

### Ligues mineures
Zack Wheeler est le choix de première ronde des Giants de San Francisco et sixième athlète sélectionné au total lors du repêchage 2009 de la Ligue majeure de baseball. Fin 2009, il est considéré le troisième meilleur prospect de l'organisation des Giants après le receveur Buster Posey et le lanceur gaucher Madison Bumgarner. Un an plus tard, la même publication le classe second pour cette franchise. Le 28 juillet 2011, les Giants échangent Wheeler, toujours joueur de ligues mineures, aux Mets de New York contre le voltigeur étoile Carlos Beltrán.
Wheeler participe en 2010 comme représentant des Giants et 2012 comme représentant des Mets au match des étoiles du futur présenté en marge du match des étoiles de la Ligue majeure de baseball.
Avant la saison 2012, Wheeler apparaît au 35e rang de la liste annuelle des 100 meilleurs joueurs d'avenir du baseball professionnel dressée par Baseball America, qui le considère aussi le plus prometteur dans l'organisation des Mets. Un an après, Baseball America l'élève au 11e rang de son top 100 alors que MLB.com le classe en 7e position d'un palmarès similaire.

### Mets de New York
Zack Wheeler fait ses débuts dans le baseball majeur comme lanceur partant des Mets de New York  le 18 juin 2013 dans le second match d'un programme double à Atlanta amorcé au monticule par un autre jeune lanceur de la franchise, Matt Harvey. Malgré 5 buts-sur-balles accordés aux Braves, Wheeler complète le travail entrepris par Harvey et aide les Mets à remporter aussi la deuxième rencontre du double : dans un gain de 6-1, il remporte sa première victoire dans les majeures lorsqu'il blanchit l'adversaire durant 6 manches et réussit 7 retraits sur des prises.
Le 19 juin 2014, Wheeler lance son premier match complet et premier blanchissage dans les majeures alors qu'il limite les Marlins de Miami à 3 coups sûrs et retire 8 adversaires sur des prises dans une victoire des Mets, 1-0 à Marlins Park.

### Phillies de Philadelphie
Le 9 décembre 2019, Zack Wheeler signe un contrat de cinq ans avec les Phillies de Philadelphie, pour un montant de 118 millions de dollars. Ennuyé par une blessure à un ongle, il termine la saison avec une fiche de 4 victoire contre 2 défaites, tout en maintenant une impressionnante moyenne de points mérités de 2,92. En 2021, il présente à nouveau une fiche gagnante, signant 14 victoires, contre 10 défaites et une moyenne de points mérités de 2,78. Ses performances lui vaudront d'être sélectionné pour participer au Match des étoiles de la Ligue majeure de baseball avec son coéquipier J.T. Realmuto. Prétendant au Trophée Cy Young pour la ligue Nationale en 2021, il arrive deuxième au vote, derrière Corbin Burnes des Brewers de Miliwaukee.  